# Furcimunda
Furcimunda är ett släkte av insekter. Furcimunda ingår i familjen syrsor.
Kladogram enligt Catalogue of Life:
| Furcimunda | \| \| Furcimunda bipunctata \| \| \| \| \| \| Furcimunda furcilla \| \| \| \| |
|            | \| \| Furcimunda bipunctata \| \| \| \| \| \| Furcimunda furcilla \| \| \| \| |
|            | Furcimunda bipunctata                                                         |
|            |                                                                               |
|            | Furcimunda furcilla                                                           |
|            |                                                                               |